# Marija Rajewska-Iwanowa
Marija Dmitrijewna Rajewska-Iwanowa (ros. Мария Дмитриевна Раевская-Иванова, ur. w 1840 w Hawryliwce w rejonie barwinkowskim, zm. w grudniu 1912 w Charkowie) – ukraińska artystka i pedagog. Pierwsza kobieta w Imperium Rosyjskim, której Akademia Sztuk Pięknych w Petersburgu przyznała tytuł artystki (1868).

## Życiorys
Podstawowe wykształcenie odebrała w domu rodzinnym. Malarstwa uczyła się w Dreźnie pod kierunkiem profesora Georga Friedricha Erhardta. W 1868 zdała egzamin w Akademii Sztuk Pięknych w Petersburgu i uzyskała tytuł artystki. W 1869 otwarła pierwszą w Charkowie szkołę rysunku, którą później sprzedała miastu. Na jej bazie stworzono w 1912 Wyższą Szkołę Artystyczną.
Została pochowana w rodzinnej miejscowości, Hawryliwce. Na jej grobie, położonym na krańcu wsi, ustawiony był pomnik artystki.

## Rodzina
Jej mąż, Sergiej Aleksandrowicz Rajewski był opiekunem obwodu edukacyjnego w Charkowie, a jej syn, Aleksandr Siergiejewicz Rajewski został projektantem lokomotyw.

## Galeria

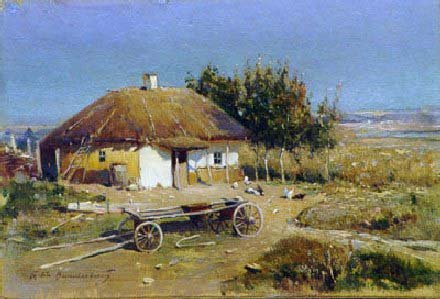
Pejzaż wiejski
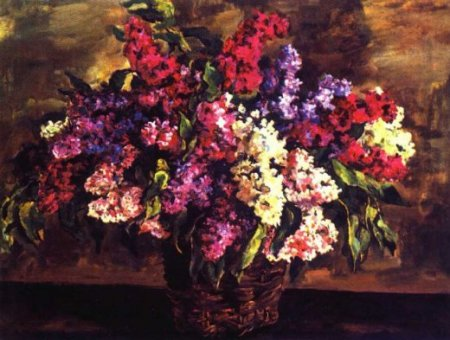
Martwa natura